# Urslingen

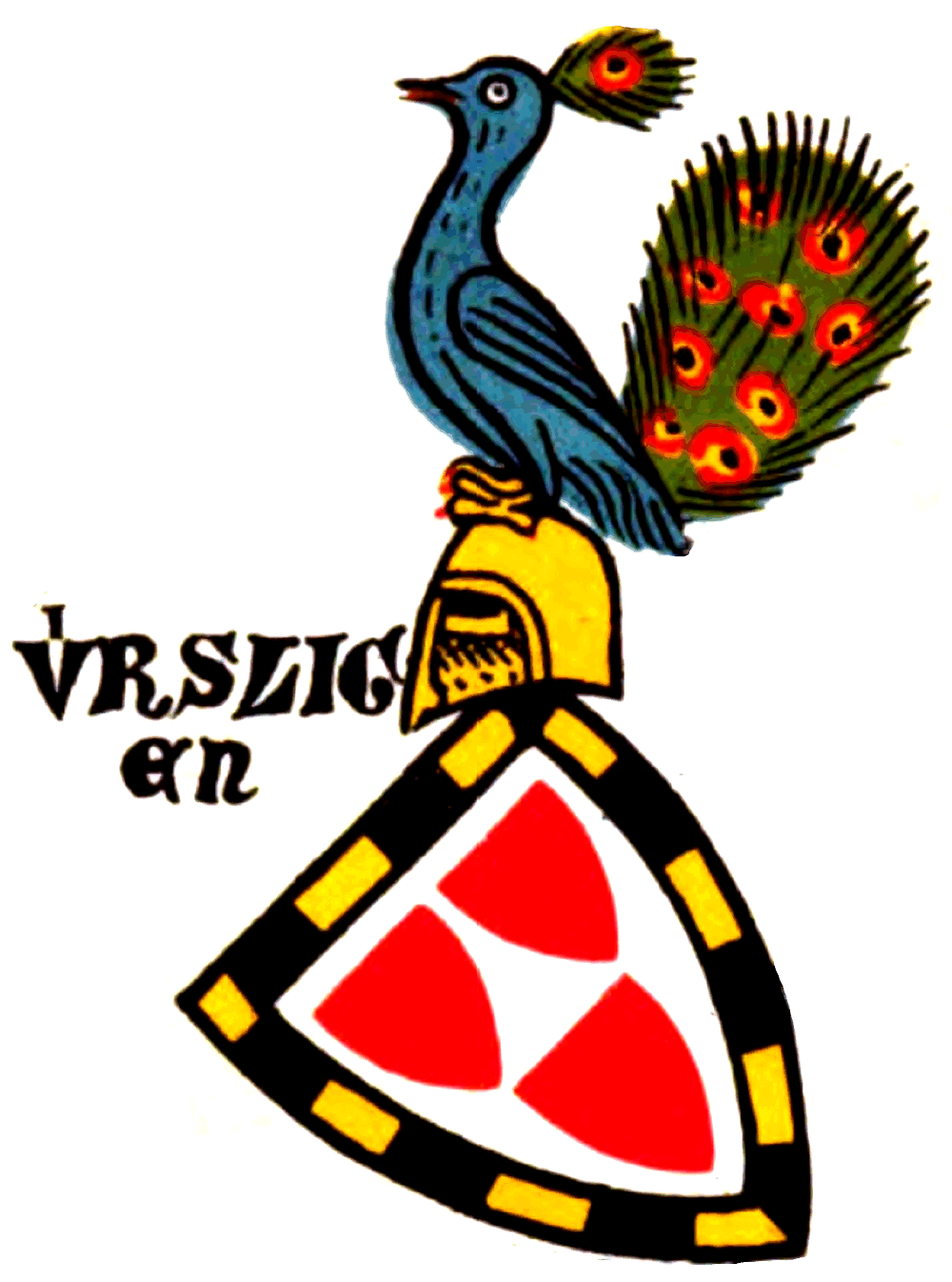
Wappen der Herren von Urslingen in der Zürcher Wappenrolle (ca. 1340)

Urslingen war der Name einer hochmittelalterlichen adeligen Familie. Sie wurde im 12. Jahrhundert erstmals erwähnt und kam im Gefolge der Staufer vor allem in Italien schnell zu Machtpositionen.
Der Name der Familie leitet sich von ihrem Stammsitz, der Burg Irslingen beim heutigen Ortsteil Irslingen der Gemeinde Dietingen im Landkreis Rottweil in Baden-Württemberg, ab. Von der Burg am oberen Neckar sind noch Mauerreste erhalten.

## Herren des Herzogtums Spoleto

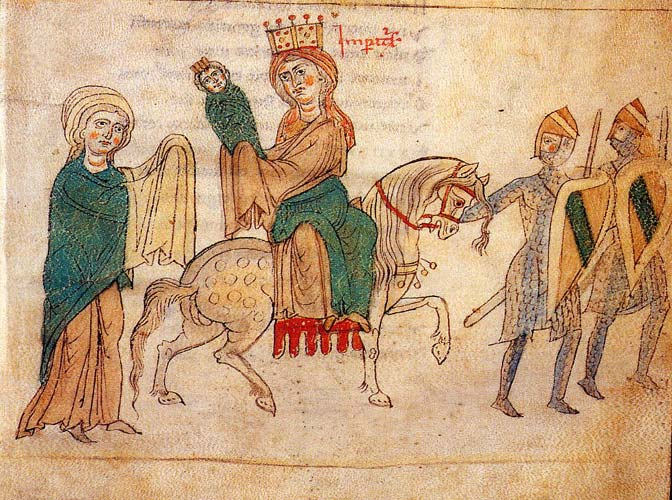
Friedrich II. in der Obhut der Herzogin von Spoleto

Die Geschichte der Herren von Urslingen spielt an drei verschiedenen Schauplätzen: in Schwaben, im Elsass und in Italien. In Italien nahm sie mit der Teilhabe an der staufischen Reichsverwaltung ihre bedeutendste Entwicklung. 1176/77 wurde Konrad zum Herzog von Spoleto erhoben. Bei der ducissa, der Gemahlin Konrads, verbrachte der spätere Friedrich II. zu Foligno seine ersten drei Lebensjahre. Nach dem Tod Heinrichs VI. 1197 ließ die Mutter Friedrich II. nach Palermo holen. Konrad verlor das Herzogtum an die Kurie und wurde zum Reichsverweser von Sizilien bestimmt. Auf dem Weg dorthin verstarb er.
Die Versuche der Söhne, das Herzogtum wiederzugewinnen, scheiterten. Rainald, der zunächst zum kaiserlichen Stellvertreter in Italien und Sizilien ernannt worden war, löste 1228 einen Krieg zwischen Kirchenstaat und Königreich aus und fiel beim Kaiser 1230 wegen angeblicher Unregelmäßigkeiten in der Finanzverwaltung in Ungnade. 1233 erhielten die Urslinger freien Abzug aus Sizilien, ihre Güter wurden konfisziert, den Herzogtitel behielten sie.

## Herzöge von Urslingen

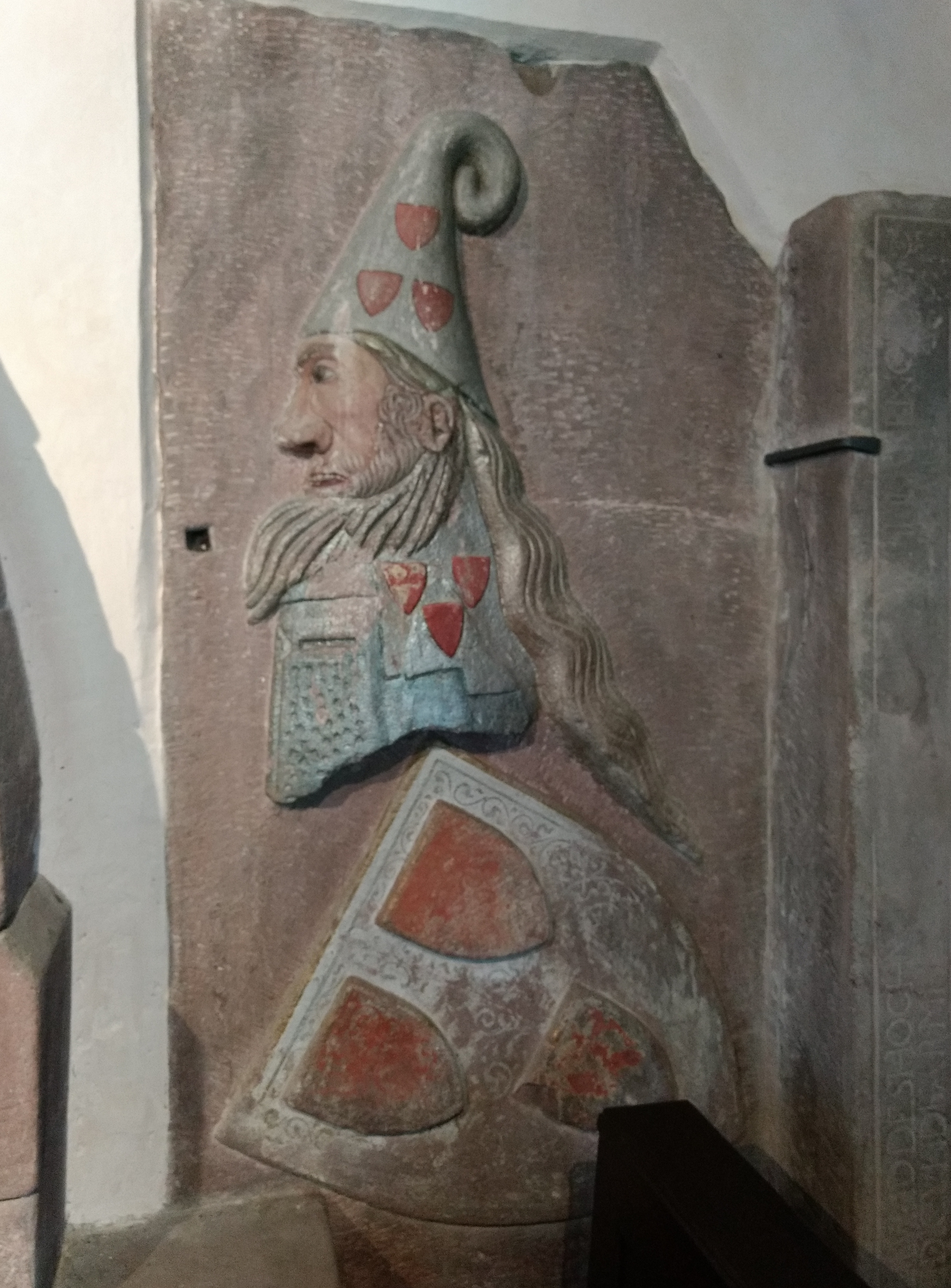
Grabplatte des Herzog Reinold VI. von Urslingen († 1442)

Die Familie kehrte – außer Rainald – in die schwäbische Heimat zurück. Besitzungen finden sich an drei Orten: um Burg Irslingen und Burg Hohenstein, um die Altstadt von Rottweil und auf der Ostbaar. Die Urslinger verloren auch diesen Besitz nach und nach: Die Stammburg befand sich 1327 in württembergischer Hand. Das Kirchenpatronat über Rottweil gelangte als Mitgift an die Herren von Reute (Rüti), die später auch in Irslingen und auf Burg Hohenstein auszumachen sind. Vereinzelt kamen Besitzungen im Schönbuch, schwerpunktmäßig in Waldenbuch, Anrechte in Winzeln und Seedorf und 1363 – nach dem Ende der Teckschen Linie – die Herrschaft Oberndorf-Wasseneck hinzu. 1371 übernahmen die Urslinger die Herrschaft Schiltach und bezeichneten sich auch als Herzöge von Schiltach. Bereits 1381 musste die verarmte Familie unter Reinold VI. von Urslingen die Herrschaft Schiltach an die Grafen von Württemberg verkaufen. Die Familie starb im Jahr 1442 aus. Das Wappen der Urslinger wurde der Stadt Schiltach als Stadtwappen übertragen.
Wohl eine jüngere Linie der gleichen Familie kam Anfang des 13. Jahrhunderts durch Erbschaft in den Besitz der Herrschaft Rappoltstein; diese Linie erlangte unter Johann Jacob von Rappoltstein den Grafenstand, starb aber auch mit ihm 1673 im Mannesstamm aus.

## Wappen

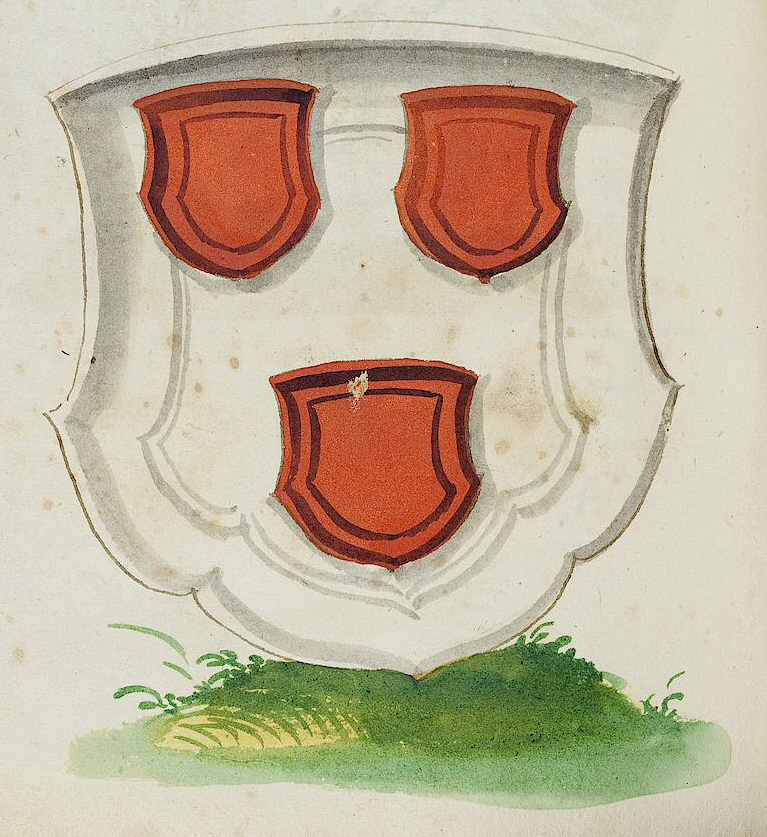
Urslinger Wappen in der Chorographia Württemberg von David Wolleber (1591)

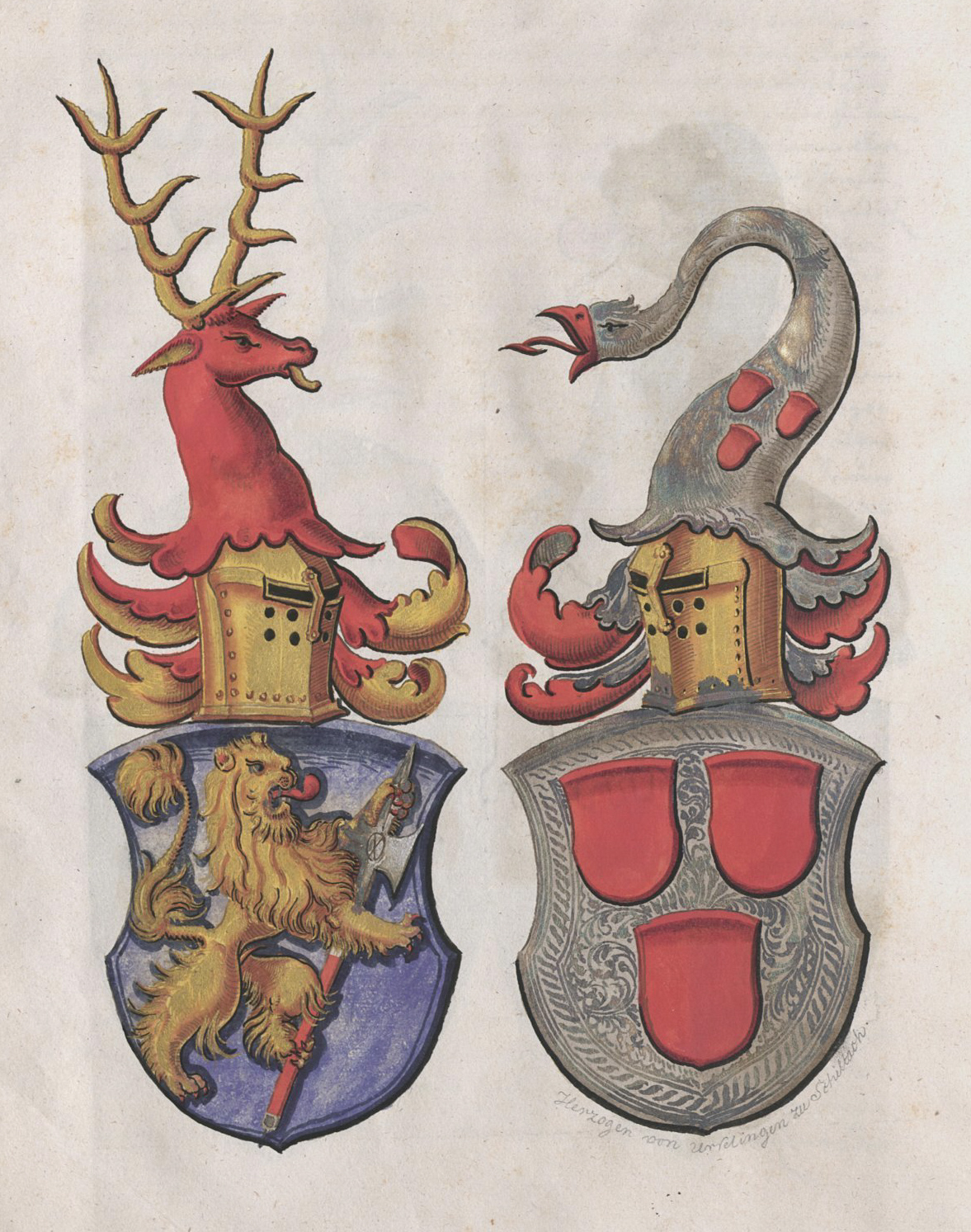
Allianzwappen der Freiherren von Zimmern (links) und Urslingen (rechts)

In Silber drei (2:1) rote Schildchen. Auf dem Helm ein silberner Schwanenhals, belegt mit den drei Schildchen.
Der schottische Clan Hay führt einen gleichen Wappenschild, ebenso die von Rappoltstein.

## Stammliste
1. Swigger von Urslingen, um 1137 bezeugt
  1.  ? NN
    1. Konrad I. († 1202), 1172 bezeugt, 1177/98 Herzog von Spoleto, Graf von Assisi, 1195 Vikar im Königreich Sizilien; ⚭ NN 1195/1219 bezeugt
      1. Söhne, 1198 und 1205 bezeugt
      2. Heinrich († vor 1217), 1205 Herzog von Spoleto
      3. Konrad II. († vor 1251), 1198/1205 Herzog von Spoleto
        1. Konrad III. Guiskard († vor 1279), 1227/1267 Herzog von Spoleto; → Nachkommen siehe unten

      4. Rainald I. († vor 3. Dezember 1253), 1217/51 bezeugt, 1223/30 Herzog von Spoleto, 1225 kaiserlicher Legat in Italien
      5. Tochter, ⚭ NN von Eichstetten
      6. Berthold I. († vor 24. Juni 1251), 1217/33 bezeugt, 1226 kaiserlicher Vikar
        1. Berthold II. de Duce († vor 15. April 1280), 1251/76 bezeugt, Herzog von Spoleto
          1. Konrad IV. de Duce, 1275/84 bezeugt; ⚭ um 1276 Gemma, Tochter des Berardo di Sangro und der Stefania, wohl Witwe von Roberto di Bivino
          2. Jacobina, 1284 bezeugt
          3.  ? Robert de Duce, Ritter, 1276 bezeugt

        2. Rainald II., de Duce († 1276, vor dem 31. August), 1251/76 bezeugt, Herzog von Spoleto; ⚭ NN de Campania, 1272 bezeugt
          1. Berthold III. de Duce, 1276/84 bezeugt
          2. Boemund/Abramund de Duce, 1276/84 bezeugt
          3. Oddo de Duce, 1276 bezeugt
          4. Diamant de Duce, 1276 bezeugt
          5. Konrad V. de Duce, 1276 bezeugt
          6. Rainald III., de Duce, 1276 bezeugt

        3. Berardessa, 1269/80 bezeugt; ⚭ I nach 1253 Richard († vor 22. Mai 1269), Graf von Caserta; ⚭ II Piero di Sora (de Soury) 1279/80 bezeugt

    2. Jutta, 1219 bezeugt; ⚭ Engelhard II. von Weinsberg, 1182/1212 bezeugt

  2. Egenolf/Egelolf von Urslingen, 1162 Podestà von Piacenza; ⚭ Emma, Tochter des Adalbert von Rappoltstein
    1. Ulrich von Urslingen, 1118/93 bezeugt ⚭ Guta, wohl eine Schwester des Straßburger Vogtes Anselm von Rheinau, 1219 bezeugt[2]
      1. Anselm I. von Rappoltstein († 15. Januar), 1219/36 bezeugt
      2. Egenolf I. von Rappoltstein († kurz nach 1221), 1219 bezeugt; → Nachkommen siehe Jüngere Linie Rappoltstein

    2. Heinrich, 1185 Domherr zu Straßburg

Die Herzöge von Urslingen
1. Konrad Guiskard († vor 1279), 1227/1267 Herzog von Spoleto; → Vorfahren siehe oben
  1.  ? Tochter († vor 26. Juni 1312); ⚭ Reinhard von Rüti, Ritter, 1267/1306 bezeugt
  2.  ? Tochter; ⚭ Konrad von Wartenberg genannt von Losenstein, 1271 bezeugt
  3. Heinrich, 1279/1303 bezeugt, Herzog von Urslingen
    1. Anna, 1295 Nonne im Kloster Rottenmünster
    2. Klara, 1295 Nonne im Kloster Rottenmünster

  4. Rainald IV. von Urslingen († 1300/01), 1279/99 bezeugt; ⚭ Adelheid († nach 1301, begraben in Alpirsbach), Tochter Enzios von Sardinien (Staufer)
    1. Konrad VI., 1304/40 Herzog von Urslingen; ⚭ wohl NN von Bernhausen, Tochter des Konrad und NN von Magenheim
    2. Heinrich, 1306 bezeugt
      1. Reinold V., 1337/65 bezeugt, Herzog von Urslingen; ⚭ Beatrix von Teck, 1363/65 bezeugt, Tochter des Herzogs Hermann II. von Teck und Willibirg Gräfin von Tübingen
        1. Konrad VII. († vor 1381), 1363/72 bezeugt, Herzog von Urslingen, Vogt von Kloster Alpirsbach; ⚭ Verena von Krenkingen, Tochter des Luitold und Adelheid von Üsenberg
          1. Anna, 1381/1424 bezeugt; ⚭ Konrad I. von Geroldseck über Rhein zu Sulz, 1378/1414 bezeugt, † vor 1417
          2. Reinold VI. († 1442, vor dem 11. November), 1381 Herzog von Urslingen; 1. ⚭ vor 31. August 1400 Anna († vor 24. August 1437), 1376/1427 bezeugt, Tochter des Hesso IV. von Üsenberg und der Agnes von Hohengeroldseck; I. ⚭ 1376 (?) Konrad von Tübingen zu Lichteneck, II. ⚭ 1392 Werner von Hornberg.
          3. Tochter; ⚭ Friedrich IV. († 4. August 1411), 1387 Herzog von Teck

        2. Anna, 1359/83 bezeugt, ⚭ (Ehevertrag vom 23. Februar 1359) Johann der Jüngere von Bodman, 1347 minderjährig, 1415 bezeugt

      2. Werner († vor 5. Februar 1357, wohl 5. Februar 1353), 1337 bezeugt, Herzog von Urslingen, 1343/50 Kapitän der „Großen Gesellschaft der Deutschen“ → Schwäbische Condottieri
        1. Sohn, 1343 bezeugt

      3. Adelheid, 1324/68 bezeugt; ⚭ NN, wohl Konrad, von Falkenstein zu Ramstein, 1324/68 bezeugt

    3.  ? Albrecht, 1314/27 Mönch im Kloster Reichenau

  5. Anna, 1284 bezeugt; ⚭ wohl Heinrich von Lupfen, 1281/1324 bezeugt
  6.  ? Johann de Duce, 1270 bezeugt
    1.  ? Tochter; ⚭ Bartolomeo Marzano, Ritter, 1270/78 bezeugt
    2.  ? Marius de Duce, 1272 bezeugt
    3. Matthäus de Duce, Ritter, 1270/79 bezeugt

  7.  ? Maria; ⚭ vor 28. März 1262 Sergio de domno Marino, Ritter in Neapel